# Gastrotheca recava
Espèce
Gastrotheca recava est une espèce d'amphibiens de la famille des Hemiphractidae.

## Répartition
Cette espèce est endémique de l'État de Bahia au Brésil. Elle se rencontre à Wenceslau Guimarães vers 530 m d'altitude dans la forêt atlantique.

## Publication originale
- Teixeira, Dal Vechio, Recoder, Carnaval, Strangas, Damasceno, de Sena & Rodrigues, 2012 : Two new species of marsupial tree-frogs genus Gastrotheca Fitzinger, 1843 (Anura, Hemiphractidae) from the Brazilian Atlantic Forest. Zootaxa, no 3437, p. 1–23.